# Văltje pole
Văltje pole (bulgariska: Вълче поле) är ett distrikt i Bulgarien.   Det ligger i kommunen Obsjtina Ljubimets och regionen Chaskovo, i den sydöstra delen av landet, 250 km sydost om huvudstaden Sofia.